# 虎山长城
虎山长城位于辽宁省丹东市宽甸满族自治县虎山镇虎山村，是明长城的东端起点。2013年，虎山长城被列入全国重点文物保护单位，归并入第五批的长城中。

## 简介

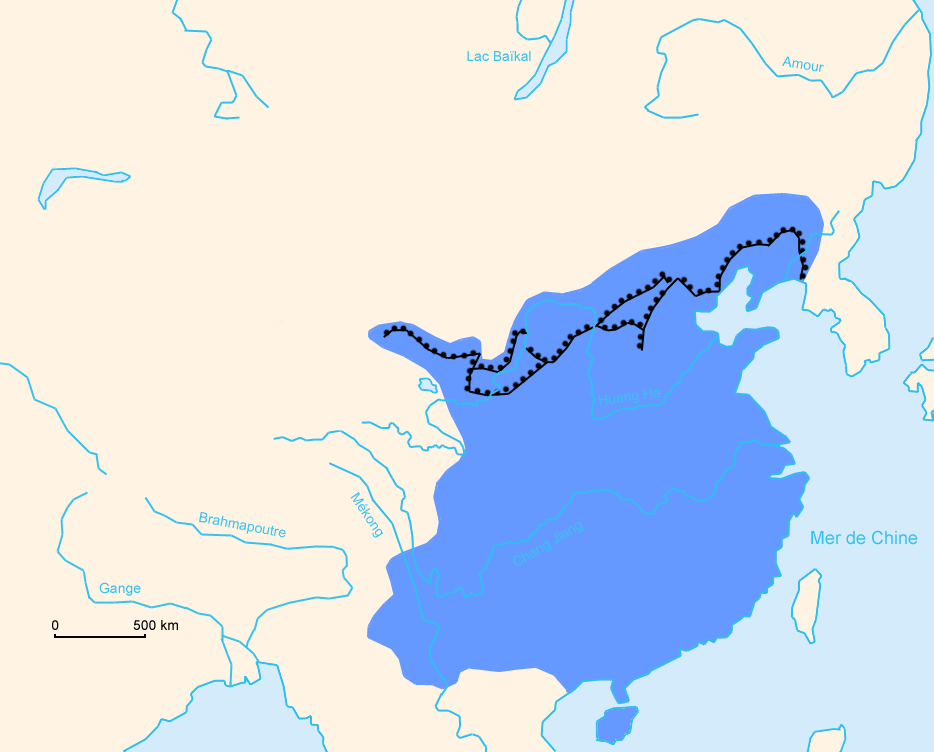
明朝中葉疆域与明长城位置。

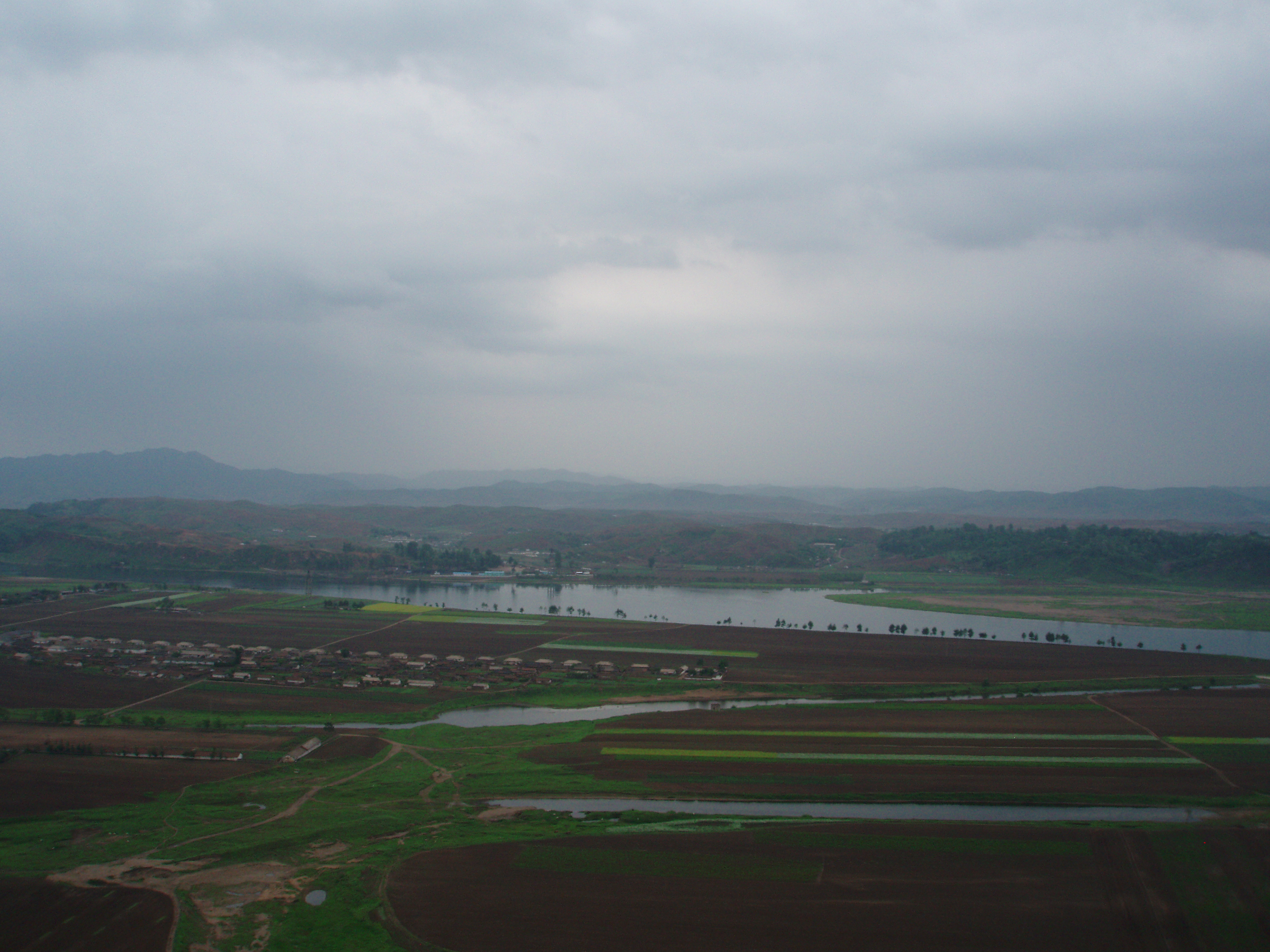
虎山長城鳥瞰鴨綠江

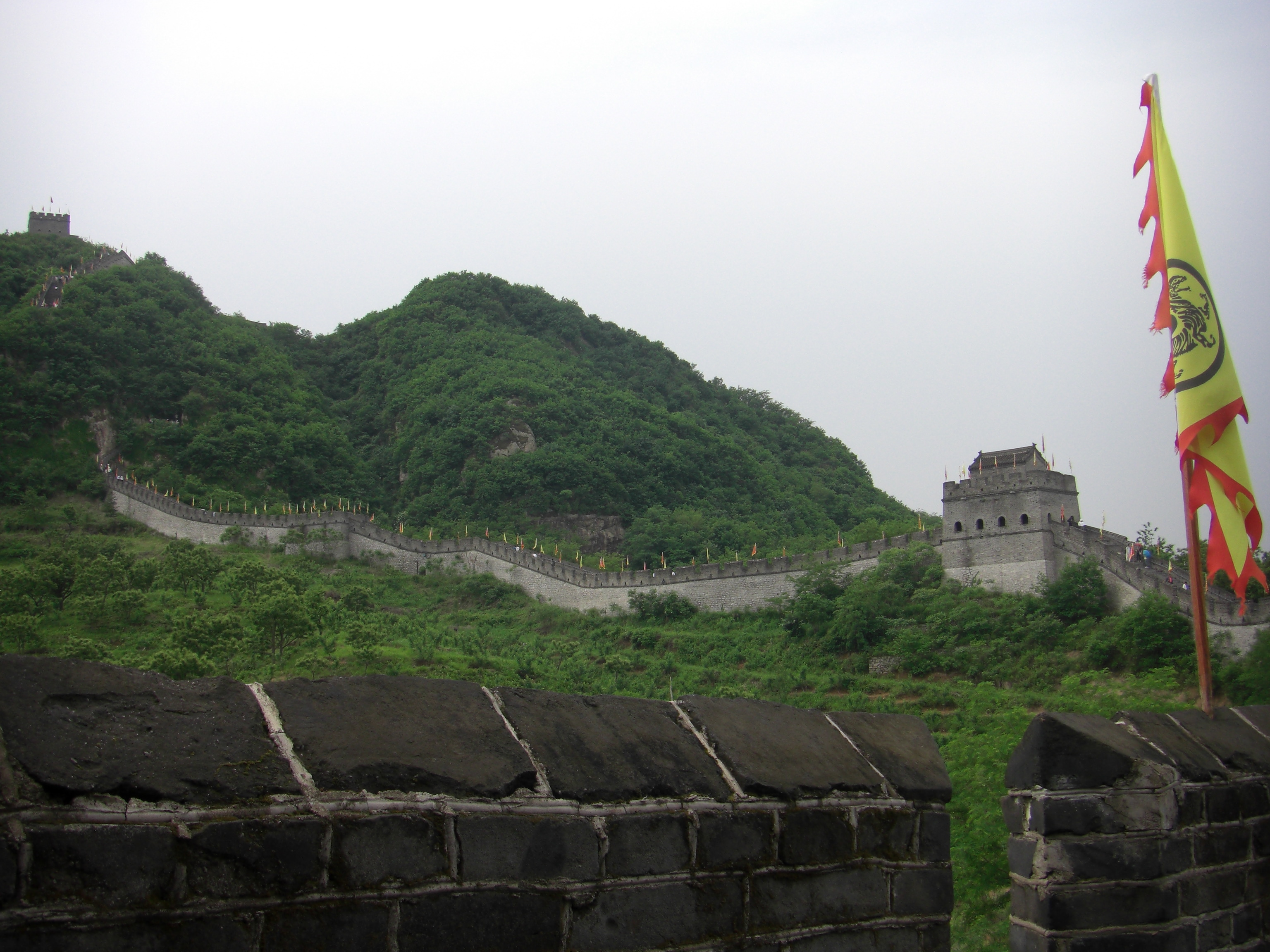
城牆段

虎山原名马耳山，位于鸭绿江与鸭绿江的支流叆河的交汇处，与朝鲜民主主义人民共和国隔江相望，面积约4平方公里，主峰高146.3米，山峰突起，周围地势平坦，视野开阔。距丹东市区约有20公里。
虎山长城(古称老边墙)始建于明宪宗成化五年(1469年)，位于虎山南麓，据《明史》记载：“终明之世，边防甚重。东起鸭绿江，西抵嘉峪，绵亘万里，分地守御。初设辽东、宣府、大同、延绥四镇，继设宁夏、甘肃、蓟州三镇，而太原总兵治偏头，三边制府驻固原，亦称二镇，是为九边”。《明实录》也载有：修筑已坍塌的“东路自开原直抵鸭绿江”边墙。《安东县志》记载说：“老边墙，在县治东北四十里，叆河北岸，……嘉靖二十五年，更为第二次拓边，置江沿台堡于今九连称，则老边墙之筑，必在此时”。明代巡抚都御史王之浩登临虎山要塞时，曾写下《登马耳山望朝鲜》一诗。
修建虎山长城的目的是为防范崛起的女真人及海上外敌的入侵，明朝末年，虎山长城成为后金的实际控制区，而薩爾滸之戰後，虎山长城做为阻挡后金的军事要塞而遭到破坏，清朝入关后虎山长城失去军事防守意义，从此荒弃。

## 发现
1989年，通过飞机航拍和实地调查考证，在中朝边境的辽宁省丹东市宽甸满族自治县境内，发掘出600余米长城遗址。1990年，经罗哲文等长城专家学者实地考察认定为明长城东端起点，它横越虎山向北向西经辽宁省的抚顺、沈阳、辽阳、鞍山、锦州与河北省境内的山海关长城相连接。这一发现使明长城延长了1000多公里，而也更改了历史教课书上讲述的长城东端起点为山海关的说法。亦引证了明代大部分时间均控制遼东地区。

## 构筑
1990年发掘出虎山长城掩埋在土层下的明代万里长城东端的起点台址。台址为夯土筑成，边长36米，存高4米。在台址东面，有接续的石筑城墙，逶迤直上虎山。1992年曾投资380万元人民币，修复了600多米虎山长城，初现了长城最东端的面貌。2000年又总投资2230万元人民币，完成了1000多米的长城主体修复。

## 争议
2003年8月，经考古爱好者李亚忠对虎山长城进行实地考察后认为：“虎山一带延伸到朝鲜平壤西南大同江畔的长城，采用毛石和土堆筑，没有用砖遗迹，其墙底宽2-4米，残高仅0.8-1.2米，墙址、烽燧及土城遗址都与自山海关绵延至辽东的燕长城遗址极为相似，却不具备明长城特征。”从而证明虎山长城为燕长城而不是明长城，所以虎山长城可以称为万里长城的东端起点而非明长城的东端起点，但也是明长城的一部分。

## 参看
- 丹东市
- 长城